# 在线词源词典
在线词源词典（英語：Online Etymology Dictionary）是一部免费的在线词典，由道格拉斯·哈珀（Douglas R. Harper）编写，描述了英语单词的词源。

## 描述
美国内战历史研究者、 LNP Media Group的文字编辑道格拉斯·哈珀 编写了这部词典，其中记录了50,000多个单词的历史和演变，包括俚语和技术术语。 网站的参考资料包括罗伯特·巴恩哈特的巴恩哈特词源词典（The Barnhart Dictionary of Etymology），埃内斯特·克莱因的英语词源大词典（Comprehensive Etymology Dictionary of the English Language），中古英语目录（The Middle English Compendium），牛津英语词典，以及1889年至1902年版的世纪词典。  哈珀还研究数字档案。在网站主页上，哈珀认为自己在很大程度上只是他人词源研究工作的编辑和评估者。
2014年中文开发者 Liu Chongwei 为网站开发了Android、iOS客户端培根词汇（Etymonline）。

## 评价
在线词源词典已被牛津大学的“艺术与人文社区资源”收录，评价是“寻找词源极佳的工具”，在芝加哥论坛报中被描述为“找到合适的词语的最佳资料之一”。 它在学术工作中被作为有效的词源参考，虽然不是决定性的。   此外，它还在定量学术研究被用作数据源。  